# Anna Veithová

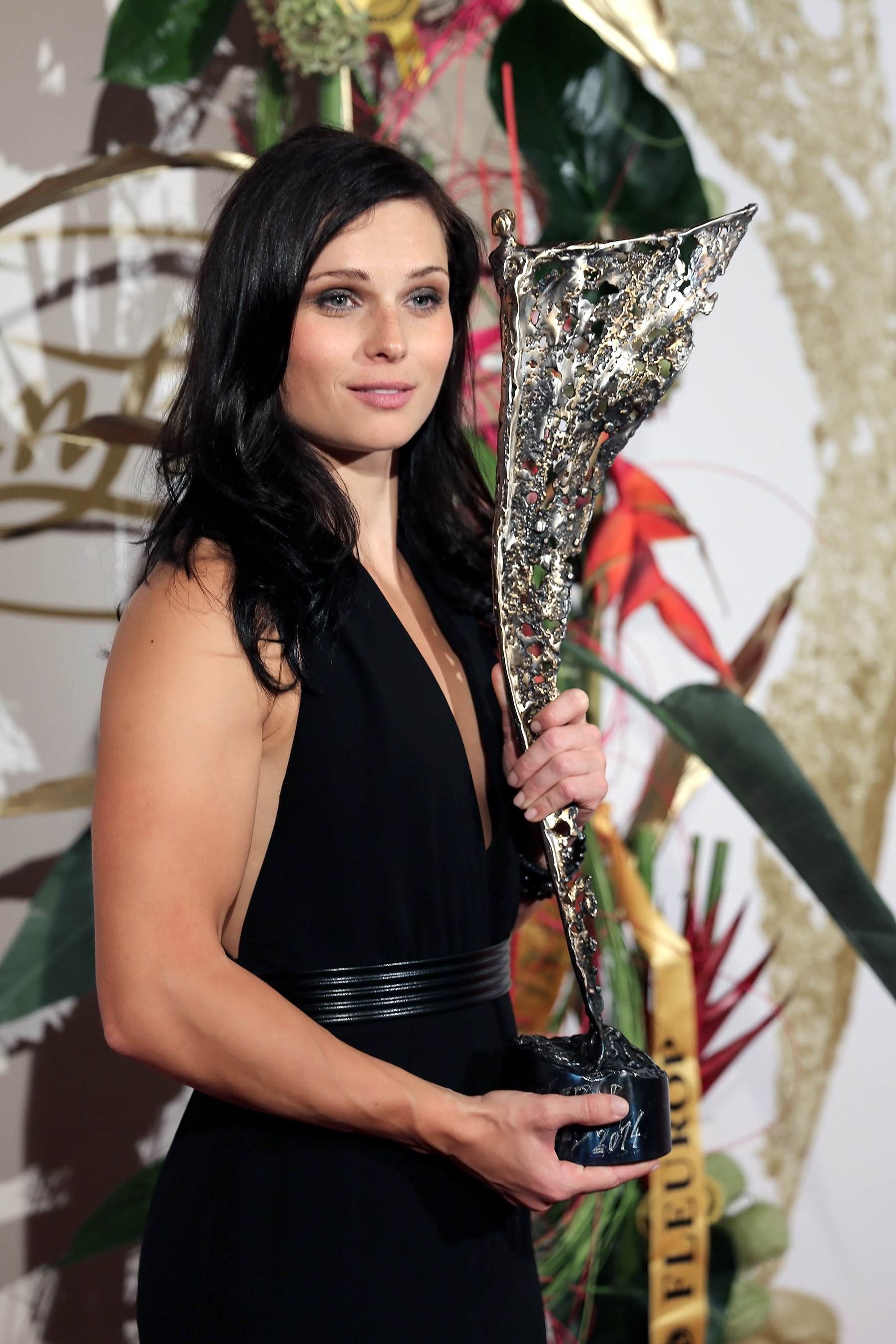
Fenningerová obhájila v roce 2014 vítězství v rakouské anketě Sportovec roku

Anna Veithová (nepřechýleně Veith, rodným příjmením Fenningerová, * 18. června 1989 Hallein, Salcbursko) je bývalá rakouská alpská lyžařka, olympijská vítězka v superobřím slalomu a stříbrná v obřím slalomu ze Zimních olympijských her 2014 v Soči. Na XXIII. zimní olympiádě v Pchjongčchangu přidala stříbro ze Super G. Stala se také trojnásobnou mistryní světa, a to v superkombinaci z MS 2011 v Ga-Pa a v Super G i obřím slalomu ze Světového šampionátu 2015 v Beaver Creeku a Vailu.
V sezónách 2014 a 2015 se stala celkovou vítězkou Světového poháru. Vyjma velkého křišťálového glóbu vyhrála ve stejných letech také celkovou klasifikaci obřího slalomu a v roce 2015 neoficiálně kombinaci.
Během kariéry byla univerzální lyžařkou jezdící všechny disciplíny. Nejlepších výsledků dosáhla v obřím slalomu a Super G. Celkem vyhrála patnáct závodů, z toho jedenáct v obřím slalomu, tři v Super G a jeden v kombinaci. Debutový triumf vybojovala v prosinci 2011 v obřím slalomu konaném v rakouském Lienzi. Po dalším vítězství ve stejné disciplíně v prosinci 2012, přišel v březnu 2013 premiérový triumf ze Super G během garmischského závodu.
V rakouské anketě Sportovec roku se v roce 2011 stala Nováčkem roku a v letech 2013 a 2014 byla vyhlášena Sportovkyní roku.
Za snowboardistu Manuela Veitha se provdala 16. dubna 2016 v Jižním Tyrolsku a přijala jeho příjmení. V lednu 2016 se jejím manažerem stal bývalý tenista Florian Krumrey.

## Sportovní kariéra

### 2006–2010: Debut ve světovém poháru a vzestup
V roce 2006 se na québeckém šampionátu stala juniorskou mistryní světa v Super-G a kombinačním závodu. Stříbro přidala ve sjezdu.
Ve Světovém poháru debutovala v sedmnácti letech 11. listopadu 2006 slalomem ve finském sportovním středisku Levi. Na první body, umístěním mezi nejlepšími třiceti, dosáhla 21. ledna 2007 v italské Cortině, když skončila na 16. místě v obřím slalomu. Dne 22. prosince téhož roku pak ve Svatém Antonu zajela čtvrté místo superkombinace. Na juniorském Světovém šampionátu 2008 v Le Massif vybojovala dvě zlaté medaile v soutěžích obřího slalomu a kombinace. Stříbrný kov přidala ze Super G.
V sezóně 2009 dosáhla na šest umístění mezi elitní desítkou závodnic. Nejvýše figurovala na 2. příčce závodu Super-G konaného 26. ledna 2009 v Cortině. Na Mistrovství světa 2009 ve francouzském středisku Val-d'Isère dojela ve své nejsilnější disciplíně na 4. pozici a v superkombinaci na 7. místě. Z juniorského šampionátu 2009 v Garmisch-Partenkirchenu si odvezla bronzový kov ze superobřího slalomu.
Ve Světovém poháru 2010 skončila ve třech závodech mezi elitní desítkou. Rakousko reprezentovala na Zimních olympijských hrách 2010 ve Vancouveru, kde byla šestnáctá v Super-G i superkombinaci a dvacátá pátá ve sjezdu.

### 2011: Mistryně světa
Sezóna přinesla nejkvalitnější výsledky v dosavadní kariéře lyžařky. V závodech světového poháru dojela dvanáctkrát v Top 10, z toho se dvakrát umístila na stupních vítězů. V konečné celkové klasifikaci jí patřilo 12. místo. V jednotlivých disciplínách figurovala na 6. příčce ve sjezdu a 7. místě v Super G.
Na Mistrovství světa v alpském Garmisch-Partenkirchenu získala zlatou medaili v superkombinačním závodu. Stříbrný kov přidala jako členka rakouského týmu v závodu družstev společně s Romedem Baumannem, Michaelou Kirchgasserovou, Benjaminem Raichem, Marlies Schildovou a Philippem Schörghoferem. V březnu pak na rakouském šampionátu vybojovala zlato v Super G.

### 2014: Olympijská vítězka a velký křišťálový glóbus
Druhou účast „pod pěti kruhy“ zaznamenala na únorových Zimních olympijských hrách v Soči, kde soutěže probíhaly ve středisku Roza Chutor poblíž Krasnoj Poljany. Premiérovou medaili si vyjela v superobřím slalomu. Čas 1:25,52 sekundy byl nejrychlejší ze všech startujících a Fenningerová se stala olympijskou vítězkou.. Zástupkyně rakouského lyžování tak potřetí za sebou zvítězila v této olympijské disciplíně. Následně přidala stříbrný kov v obřím slalomu.
V sezóně Světového poháru vyhrála čtyři závody obřího slalomu, čímž si zajistila první kariérní křišťálový glóbus v této disciplíně. Konečná druhá místa obsadila ve sjezdu a superobřím slalomu. Celkový zisk 1381 bodů ji tak stačil k prvenství v celkové klasifikaci a velkému křišťálovému glóbu, když její náskok na druhou Němku Mariu Höflovou-Rieschovou činil téměř 200 bodů. Stala se tak první Rakušankou od roku 2007 a titulu Nicole Hospové, která opanovala celkovou klasifikaci světového poháru.

### 2015: Dvojnásobná světová šampionka a druhý velký křišťálový glóbus
Na únorovém Mistrovství světa v coloradských střediscích Vail a Beaver Creek se stala dvojnásobnou zlatou medailistkou, když vyhrála závody v obřím slalomu a také Super G. K druhému titulu uvedla: „Toužila jsem po zlaté medaili, ale že to nakonec dopadne, to bych si nepomyslela. Sama to doteď ještě moc nechápu.“ Třetí kov přidala ze sjezdu, v němž dojela na druhém místě. S Mazeovou tak vybojovala na šampionátu nejvíce medailí.
Ve Světovém poháru zvítězila v šesti závodech a patnáctkrát se umístila na stupních vítězů. Zisk 1553 bodů jí zajistil úspěšnou obhajobu celkové výhry – velkého křišťálového glóbu, když druhou Tinu Mazeovou porazila rozdílem pouhých 22 bodů. Triumfovala také v konečné dílčí klasifikaci kombinační soutěže, opět před druhou Mazeovou.

## Vítězství ve Světovém poháru

### Sezónní vítězství – křišťálové glóby

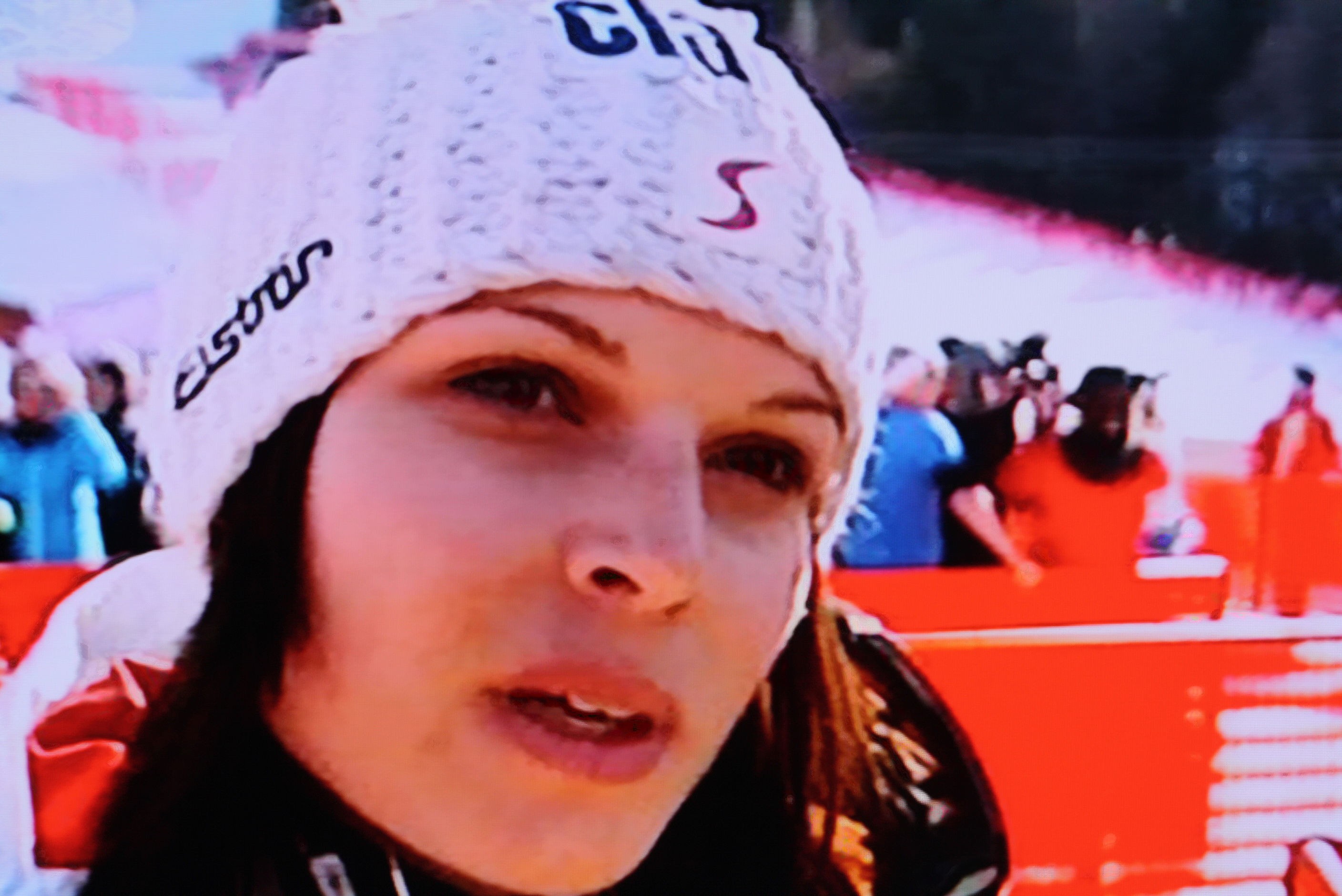
Fenningerová v Garmischi, 2011

| křišťálový glóbus | Sezóna |             |
| křišťálový glóbus | Sezóna | Disciplína  |
| křišťálový glóbus | 2014   | celkově     |
| křišťálový glóbus | 2014   | obří slalom |
| křišťálový glóbus | 2015   | celkově     |
| křišťálový glóbus | 2015   | obří slalom |
| křišťálový glóbus | 2015   | kombinace   |

### Stupně vítězů
- 15 vítězství
  - 11 vítězství v obřím slalomu
  - 3 vítězství v Super G
  - 1 vítězství v kombinaci
- 45krát na pódiu (do třetího místa; 15x obří slalom, 21x Super-G, 8x sjezd, 1x kombinace)

| Sezóna | datum              | místo konání                 | disciplína     | pořadí |
| 2009   | 26. ledna 2009     | Cortina d'Ampezzo, Itálie    | Super G        | 2.     |
| 2011   | 8. ledna 2011      | Zauchensee, Rakousko         | sjezd          | 3.     |
| 2011   | 21. ledna 2011     | Cortina d'Ampezzo, Itálie    | Super G        | 3.     |
| 2012   | 4. prosince 2011   | Lake Louise, Kanada          | Super G        | 2.     |
| 2012   | 7. prosince 2011   | Beaver Creek, Spojené státy  | Super G        | 3.     |
| 2012   | 28. prosince 2011  | Lienz, Rakousko              | obří slalom    | 1.     |
| 2012   | 8. ledna 2012      | Bad Kleinkirchheim, Rakousko | Super G        | 3.     |
| 2012   | 5. února 2012      | Garmisch, Německo            | Super G        | 2.     |
| 2012   | 18. března 2012    | Schladming, Rakousko         | obří slalom    | 2.     |
| 2013   | 2. prosince 2012   | Lake Louise, Kanada          | Super G        | 3.     |
| 2013   | 19. prosince 2012  | Åre, Švédsko                 | obří slalom    | 2.     |
| 2013   | 28. prosince 2012  | Semmering, Rakousko          | obří slalom    | 1.     |
| 2013   | 12. ledna 2013     | St. Anton, Rakousko          | sjezd          | 3.     |
| 2013   | 13. ledna 2013     | St. Anton, Rakousko          | Super G        | 2.     |
| 2013   | 26. ledna 2013     | Maribor, Slovinsko           | obří slalom    | 3.     |
| 2013   | 3. března 2013     | Garmisch, Německo            | Super G        | 1.     |
| 2013   | 9. března 2013     | Ofterschwang, Německo        | obří slalom    | 1.     |
| 2014   | 30. listopadu 2013 | Beaver Creek, Spojené státy  | Super G        | 2.     |
| 2014   | 7. prosince 2013   | Lake Louise, Kanada          | sjezd          | 3.     |
| 2014   | 8. prosince 2013   | Lake Louise, Kanada          | Super G        | 3.     |
| 2014   | 14. prosince 2013  | Svatý Mořic, Švýcarsko       | Super G        | 3.     |
| 2014   | 28. prosince 2013  | Lienz, Rakousko              | obří slalom    | 1.     |
| 2014   | 11. ledna 2014     | Altenmarkt, Rakousko         | sjezd          | 2.     |
| 2014   | 2. března 2014     | Crans-Montana, Švýcarsko     | sjezd          | 2.     |
| 2014   | 6. března 2014     | Åre, Švédsko                 | obří slalom    | 1.     |
| 2014   | 7. března 2014     | Åre, Švédsko                 | obří slalom    | 1.     |
| 2014   | 13. března 2014    | Lenzerheide, Švýcarsko       | Super G        | 2.     |
| 2014   | 16. března 2014    | Lenzerheide, Švýcarsko       | obří slalom    | 1.     |
| 2015   | 25. října 2014     | Sölden, Rakousko             | obří slalom    | 1.     |
| 2015   | 5. prosince 2014   | Lake Louise, Kanada          | sjezd          | 2.     |
| 2015   | 21. prosince 2014  | Val-d'Isère, Francie         | Super-G        | 2.     |
| 2015   | 28. prosince 2014  | Kühtai, Rakousko             | obří slalom    | 2.     |
| 2015   | 19. ledna 2015     | Cortina d'Ampezzo, Itálie    | Super G        | 2.     |
| 2015   | 24. ledna 2015     | Svatý Mořic, Švýcarsko       | sjezd          | 2.     |
| 2015   | 25. ledna 2015     | Svatý Mořic, Švýcarsko       | Super G        | 2.     |
| 2015   | 21. února 2015     | Maribor, Slovinsko           | obří slalom    | 1.     |
| 2015   | 1. března 2015     | Bansko, Bulharsko            | superkombinace | 1.     |
| 2015   | 2. března 2015     | Bansko, Bulharsko            | Super G        | 1.     |
| 2015   | 7. března 2015     | Garmisch, Německo            | sjezd          | 2.     |
| 2015   | 8. března 2015     | Garmisch, Německo            | Super-G        | 3.     |
| 2015   | 13. března 2015    | Åre, Švédsko                 | obří slalom    | 1.     |
| 2015   | 19. března 2015    | Méribel, Francie             | Super-G        | 2.     |
| 2015   | 22. března 2015    | Méribel, Francie             | obří Slalom    | 1.     |
| 2018   | 17. prosince 2017  | Val d'Isere, Francie         | Super-G        | 1.     |

### Konečné pořadí v sezónách
| Sezóna |         |                                                                 |                                                                 |                                                                 |                                                                 |                                                                 |                                                                 |
| Věk    | Celkové | Slalom                                                          | Obří slalom                                                     | Super-G                                                         | Sjezd                                                           | Kombinace                                                       |                                                                 |
| 2007   | 17 let  | 108.                                                            | —                                                               | 40.                                                             | —                                                               | —                                                               | —                                                               |
| 2008   | 18 let  | 60.                                                             | —                                                               | 52.                                                             | 32                                                              | —                                                               | 14.                                                             |
| 2009   | 19 let  | 20.                                                             | 39.                                                             | 52.                                                             | 15.                                                             | 21.                                                             | 7.                                                              |
| 2010   | 20 let  | 26.                                                             | —                                                               | —                                                               | 13.                                                             | 26.                                                             | 6.                                                              |
| 2011   | 21 let  | 12.                                                             | 59.                                                             | 33.                                                             | 7.                                                              | 6.                                                              | 9.                                                              |
| 2012   | 22 let  | 5.                                                              | 54.                                                             | 4.                                                              | 3.                                                              | 19.                                                             | 8.                                                              |
| 2013   | 23 let  | 3.                                                              | —                                                               | 2.                                                              | 3.                                                              | 8.                                                              | 13.                                                             |
| 2014   | 24 let  | 1.                                                              | –                                                               | 1.                                                              | 2.                                                              | 2.                                                              | 8.                                                              |
| 2015   | 25 let  | 1.                                                              | —                                                               | 1.                                                              | 2.                                                              | 2.                                                              | 1.                                                              |
| 2016   | 26 let  | v říjnu utrpěla zranění kolene, které ji vyřadilo z celé sezóny | v říjnu utrpěla zranění kolene, které ji vyřadilo z celé sezóny | v říjnu utrpěla zranění kolene, které ji vyřadilo z celé sezóny | v říjnu utrpěla zranění kolene, které ji vyřadilo z celé sezóny | v říjnu utrpěla zranění kolene, které ji vyřadilo z celé sezóny | v říjnu utrpěla zranění kolene, které ji vyřadilo z celé sezóny |
| 2017   | 27 let  | 74.                                                             | —                                                               | 48.                                                             | 26.                                                             | 45.                                                             | —                                                               |
| 2018   | 28 let  | 15.                                                             | —                                                               | 33.                                                             | 3.                                                              | 12.                                                             | —                                                               |
| 2019   | 29 let  | 39                                                              | —                                                               | 18                                                              | 26                                                              | 34                                                              | —                                                               |

## Ceny a nominace
- Sportovkyně roku Rakouska – nováček roku: 2011
- Sportovkyně roku Rakouska: 2013, 2014, 2015
- Skieur d'Or: 2014, 2015
- Laureus: nominace na sportovkyni roku 2015
- Ženská sportovní nadace: nominace na sportovkyni roku 2015[12]
- Polská tisková agentura: nominace na evropskou sportovkyni roku 2015[13]
- Čestný odznak Za zásluhy o Rakouskou republiku: 2016[14]